# 朱林河

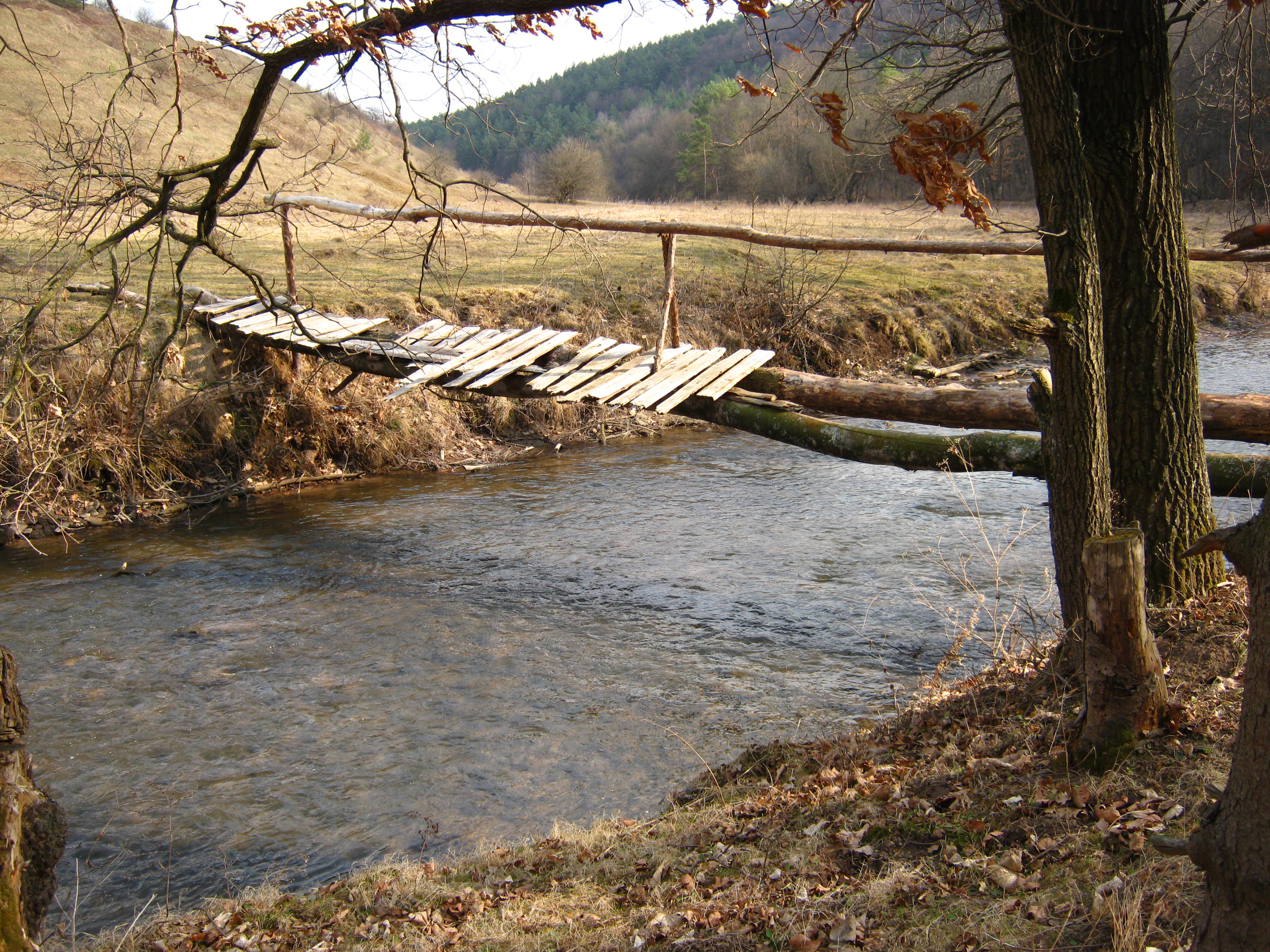

朱林河（羅馬化：Dzhuryn）是烏克蘭的河流，位於該國西部捷爾諾波爾州，屬於德涅斯特河的左支流，發源自朱林斯卡斯洛比德卡附近，流經喬爾特基夫區，河道全長51公里，流域面積301平方公里。